# NGC 6672
NGC 6672 је двојна звезда у сазвежђу Лира која се налази на NGC листи објеката дубоког неба.
Деклинација објекта је + 42° 56' 49" а ректасцензија 18h 36m 14,5s. Привидна величина (магнитуда) објекта NGC 6672 износи 12,8.